# مرحله مقدماتی لیگ نخبگان آسیا ۲۵–۲۰۲۴
پلی آف مقدماتی لیگ قهرمانان آسیا ۲۵–۲۰۲۴ از ۶ تا ۱۳ اوت ۲۰۲۴ برگزار شد. در مجموع ۵ تیم در مرحله پلی آف مقدماتی برای تعیین دو سهمیه در مرحله گروهی لیگ نخبگان آسیا ۲۵–۲۰۲۴ رقابت می‌کنند.

## تیم‌ها
۵ تیم زیر که به دو منطقه (غرب و شرق) تقسیم شدند، وارد مرحله پلی آف مقدماتی شدند که شامل دو مرحله است:
- ۲ تیم وارد مرحله مقدماتی شدند.
- ۳ تیم وارد مرحله پلی آف شدند.

| منطقه     | تیم‌هایی که وارد مرحله مقدماتی می‌شوند | تیم‌هایی که وارد مرحله پلی آف می‌شوند |
| --------- | ------------------------------------ | ----------------------------------- |
| منطقه غرب | - سپاهان - شباب الاهلی               | - الغرافه                           |
| منطقه شرق |                                      | - شاندونگ تایشان - بانکوک یونایتد   |

## فرمت
در مرحله مقدماتی، هر بازی به صورت تک‌بازی انجام شد. در صورت لزوم از وقت اضافه و ضربات پنالتی برای تعیین برنده استفاده شد.

## برنامه
برنامه مسابقات به شرح زیر است:
| مرحله         | تاریخ       |
| ------------- | ----------- |
| مرحله مقدماتی | ۶ اوت ۲۰۲۴  |
| مرحله پلی آف  | ۱۳ اوت ۲۰۲۴ |

## نمودار
نمودار مرحله مقدماتی برای هر منطقه بر اساس رده بندی انجمن هر تیم تعیین شد و تیم انجمن رده بالاتر میزبان مسابقه بود. دو برنده مرحله پلی آف (یکی از منطقه غرب و یکی از منطقه شرق) برای پیوستن به ۲۲ شرکت کننده مستقیم به مرحله گروهی راه یافتند. بازنده‌های مرحله پلی آف مقدماتی وارد مرحله گروهی لیگ قهرمانان آسیا ۲ ۲۵–۲۰۲۴ شدند.

### پلی آف غرب
|  | مرحله مقدماتی | مرحله مقدماتی |             |   | مرحله پلی آف | مرحله پلی آف |
|  |               |               |             |   |              |              |
|  |               |               |             |   |              |              |
|  |               |               |             |   |              |              |
|  |               |               |             |   |              |              |
|  |               |               |             |   |              |              |
|  |               |               |             |   |              |              |
|  | الغرافه       | ۱             |             |   |              |              |
|  | الغرافه       | ۱             |             |   |              |              |
|  |               |               | شباب الاهلی | ۰ |              |              |
|  | سپاهان        | ۱             | شباب الاهلی | ۰ |              |              |
|  | سپاهان        | ۱             |             |   |              |              |
|  | شباب الاهلی   | ۴             |             |   |              |              |
|  | شباب الاهلی   | ۴             |             |   |              |              |

### پلی آف شرق
|  | مرحله پلی آف   |       |
|  |                |       |
|  |                |       |
|  |                |       |
|  | شاندونگ تایشان | ۱ (۴) |
|  | شاندونگ تایشان | ۱ (۴) |
|  | بانکوک یونایتد | ۱ (۳) |
|  | بانکوک یونایتد | ۱ (۳) |

## مرحله مقدماتی
| ۱۶ مرداد ۱۴۰۳ مرحله مقدماتی | سپاهان   | ۱–۴              | شباب الاهلی                                  | اصفهان                                                      |
| ۱۹:۴۵ IRST (UTC+۳:۳۰)       | محبی ۴۴' | گزارش خلاصه بازی | آزمون ۶۲' · الغسانی ۱۰۲'، ۱+۱۲۰' · سزار ۱۱۰' | ورزشگاه: نقش جهان تماشاگران: ۵۲٬۱۲۳ نفر داور: کیم جونگ هیوک |

## مرحله پلی آف

### منطقه غرب
| ۲۳ مرداد ۱۴۰۳ مرحله مقدماتی | الغرافه  | ۱–۰              | شباب الاهلی | الخور                                                    |
| ۱۹:۰۰ IRST (UTC+۳:۳۰)       | ساسی ۵۰' | گزارش خلاصه بازی |             | ورزشگاه: البیت تماشاگران: ۴٬۳۴۷ نفر داور: سعدالله گلمراد |

### منطقه شرق
| ۲۳ مرداد ۱۴۰۳ مرحله مقدماتی                            | شاندونگ تایشان | ۱–۱ (و.ا.) (۴–۳ پنالتی)                                   | بانکوک یونایتد | جینان                                 |
| ۱۵:۳۰ IRST (UTC+۳:۳۰)                                  |                |                                                           |                | ورزشگاه: المپیک تماشاگران: ۲۰٬۷۶۶ نفر |
|                                                        | ضربات پنالتی   |                                                           |                |                                       |
| - ژنگ ژنگ - قازایشویلی - لی یوانیی - ژانگ چی - اسکالیس |                | - زیوکوویچ - فومچانتوئک - اورتون - الغسانی - لیموانساتیان |                |                                       |